# Al Haouafate
Al Haouafate  (in arabo الحوافات‎?) è un centro abitato e comune rurale del Marocco situato nella provincia di Sidi Kacem, regione di Rabat-Salé-Kénitra. Conta una popolazione di 17 842 abitanti (censimento 2014).